# Ceratohister vanuatu
Ceratohister vanuatu är en skalbaggsart som beskrevs av Alexey K. Tishechkin 2009. Ceratohister vanuatu ingår i släktet Ceratohister och familjen stumpbaggar. Inga underarter finns listade i Catalogue of Life.